# Pholcomma yunnanense
Pholcomma yunnanense is een spinnensoort in de taxonomische indeling van de kogelspinnen (Theridiidae).
Het dier behoort tot het geslacht Pholcomma. De wetenschappelijke naam van de soort werd voor het eerst geldig gepubliceerd in 1994 door Da-xiang Song & Zhu.